# Nigersaurus
Nigersaurus (nghĩa là "thằn lằn Niger") là một chi khủng long thuộc họ Rebbachisauridae sống vào thời kỳ kỷ Creta, từ 115 đến 105 triệu năm trước. Nó được phát hiện ở thành hệ Elrhaz tại một vùng có tên Gadoufaoua, thuộc Niger. Hóa thạch của khủng long này được khai quật năm 1976, nhưng chỉ được mô tả vào năm 1999 sau khi nhiều hóa thạch hơn được tìm thấy. Chi này gồm một loài duy nhất, Nigersaurus taqueti, đặt theo tên nhà cổ sinh vật học người Pháp Philippe Taquet, người phát hiện ra hóa thạch đầu tiên.